# HMS Neptune (1934)

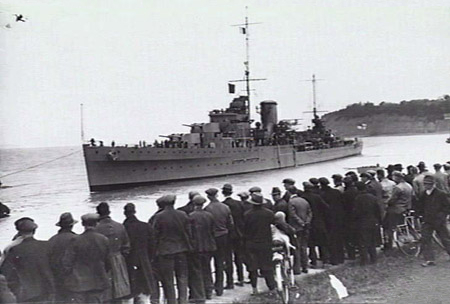
HMS Neptune in 1937

De HMS Neptune was een lichte kruiser uit de Leanderklasse van de Britse Royal Navy in de Tweede Wereldoorlog. De bemanning bestond uit Nieuw-Zeelanders.
Het schip werd gebouwd in 1931 in Portsmouth.
In 1941 werd het ingezet in Force K om Duitse en Italiaanse konvooien naar Libië te onderscheppen, die de bevoorrading verzorgden van Rommels Afrika Korps. In december liep het schip op een viertal zeemijnen en kapseisde. Slechts 30 van de 767 opvarenden konden zich redden, maar toen vijf dagen later een Italiaanse torpedoboot hun reddingsbootje oppikte, was er nog slechts één in leven.